# Birgitta Söderström
Birgitta Söderström (* 12. Juli 1956 in Stockholm) ist eine ehemalige schwedische Fußballspielerin. Sie bestritt bei ihren sechs Turnierteilnahmen um die Nordische Meisterschaft alle 18 Spiele und gewann das Turnier mit ihrer Mannschaft viermal.

## Karriere

### Vereine
Söderström spielte im Seniorinnenbereich zunächst für den in ihrem Geburtsort ansässigen IK Göta, bevor sie nach Jakobsberg in die Kommune Järfälla gelangt, dort für den Jakobsbergs GoIF spielte und zuletzt für den in Skellefteå in der Provinz Västerbottens ansässigen Sunnanå SK.

### Nationalmannschaft
Söderström bestritt als Nationalspielerin für den SvFF in elf Jahren (außer 1976, 1984 und 1985) 36 Länderspiele, in denen sie 15 Tore erzielte. In ihrer Länderspielkarriere bestritt sie zehn in Freundschaft ausgetragene Länderspiele, die sie mit fünf Toren abschloss und 18 Turnierspiele bei ihren sechs Teilnahmen um die Nordischen Meisterschaft, in denen sie sieben Tore erzielte. Des Weiteren kam sie in drei von vier Spielen bei der Teilnahme ihrer Mannschaft an der in Italien ausgetragenen Inoffiziellen Europameisterschaft 1979 zum Einsatz. Im Spiel um Platz 3, das am 27. Juli 1979 in Neapel ausgetragen wurde, bezwang sie mit ihrer Mannschaft die Nationalmannschaft Englands mit 4:3 – wenn auch erst im Elfmeterschießen. In fünf EM-Qualifikationsspielen (erstes sowie viertes bis sechstes Spiel der Gruppe 1 1982/83 und viertes Spiel der Gruppe 3 1986) trug sie mit drei Toren bei.
Ihr Debüt erfolgte am 25. August 1973 bei der Länderspielpremiere für den SvFF und den SPL, denn auch für die Nationalmannschaft Finnlands gegen die sie mit der Nationalmannschaft Schwedens in Mariehamn auf Åland vor 1.540 Zuschauern um 12:00 Uhr antrat, war es die Länderspielpremiere. Gegen diese Mannschaft gelang ihr am selben Spielort am 8. Juli 1977 beim 4:0-Sieg mit dem Treffer zur 1:0-Führung in der 34. Minute im ersten Spiel im Turnier um die Nordische Meisterschaft auch ihr erstes Länderspieltor.
Ihre letzten beiden Länderspiele fanden nach dreijähriger Abstinenz am 7. und 17. Mai 1986 statt. Das erste war das in Bergen mit 3:2 gegen die Nationalmannschaft Norwegens gewonnene Freundschaftsspiel, das zweite das in Karlskoga mit 1:0 gegen die Nationalmannschaft Frankreichs gewonnene EM-Qualifikationsspiel, das vierte in der Gruppe 3.

## Erfolge
Nationalmannschaft
- Nordischer Meister 1977, 1979, 1980, 1981
- Dritter Inoffizielle Europameisterschaft 1979

Sunnanå SK
- Schwedischer Meister 1982
- Schwedischer Pokal-Sieger 1983

## Sonstiges
Söderström spielte vor ihrem Fußballsport Eishockey für den Bellevue Idrottsklubben und Bandy für den IK Göta, mit dem sie dreimal die Meisterschaft gewann. Am Ende der Spielzeit 1974 wurde ihr die Auszeichnung „Mädchen des Jahres“ zuteil und am Ende der Spielzeit 1977 avancierte sie zur Torschützenkönigin in dieser Sportart.